# Championnat de Corée du Sud de football 2001
Navigation
Saison précédente Saison suivante
La saison 2001 du Championnat de Corée du Sud de football était la 19e édition de la première division sud-coréenne à poule unique, la K-League. Dix clubs prennent part au championnat au sein d'une poule unique, où toutes les équipes se rencontrent trois fois au cours de la saison. Il n'y a pas de relégation en fin de saison, au vu du faible nombre d'équipes engagées dans la compétition.
C'est le club d'Seongnam Ilhwa Chunma qui remporte la compétition cette saison en terminant en tête du classement final du championnat, avec 2 points d'avance sur le tenant du titre, Anyang LG Cheetahs et 4 sur les Suwon Samsung Bluewings. C'est le 4e titre de champion de Corée du Sud de l'histoire du club.

## Les 10 clubs participants
| - Bucheon SK - Busan I'Cons - Hyundai Horang-i - Pohang Steelers - Suwon Samsung Bluewings | - Anyang LG Cheetahs - Seongnam Ilhwa Chunma - Chonbuk Hyundai Motors - Chunnam Dragons - Daejeon Citizen |

## Compétition
Le système avec séance de tirs au but après un match nul est abandonné. Le barème utilisé pour déterminer le classement se décompose ainsi :
- Victoire : 3 points
- Match nul : 1 point
- Défaite : 0 point

### Première phase
| Rang | Équipe                       | Pts | J  | G  | N  | P  | Bp | Bc | Diff |
| ---- | ---------------------------- | --- | -- | -- | -- | -- | -- | -- | ---- |
| 1    | Seongnam Ilhwa Chunma        | 45  | 27 | 11 | 12 | 4  | 35 | 20 | +15  |
| 2    | Anyang LG Cheetahs T         | 43  | 27 | 11 | 10 | 6  | 30 | 23 | +7   |
| 3    | Suwon Samsung Bluewings (C1) | 41  | 27 | 12 | 5  | 10 | 40 | 35 | +5   |
| 4    | Busan I'Cons                 | 41  | 27 | 10 | 11 | 6  | 38 | 33 | +5   |
| 5    | Pohang Steelers              | 38  | 27 | 10 | 8  | 9  | 28 | 29 | -1   |
| 6    | Ulsan Hyundai Horang-i       | 36  | 27 | 10 | 6  | 11 | 34 | 39 | -5   |
| 7    | Bucheon SK                   | 35  | 27 | 7  | 14 | 6  | 29 | 29 | 0    |
| 8    | Chunnam Dragons              | 28  | 27 | 6  | 10 | 11 | 28 | 33 | -5   |
| 9    | Jeonbuk Hyundai Motors       | 25  | 27 | 5  | 10 | 12 | 23 | 33 | -10  |
| 10   | Daejeon Citizen C            | 25  | 27 | 5  | 10 | 12 | 25 | 36 | -11  |

|  | Qualification pour la Ligue des champions de l'AFC 2003                                                                   |
|  | T Tenant du titre C Vainqueur de la Coupe de Corée du Sud (C1) Vainqueur de la Coupe d'Asie des clubs champions 2001-2002 |

## Bilan de la saison
| Championnat de Corée du Sud de football 2001 |                                  |
| Champion                                     | Seongnam Ilhwa Chunma (4e titre) |
| Coupes et trophées                           |                                  |
| Vainqueur de la Coupe de Corée du Sud 2001   | Daejeon Citizen                  |
| Qualifications continentales                 |                                  |
| Ligue des champions de l'AFC 2003            | Seongnam Ilhwa Chunma            |
| Ligue des champions de l'AFC 2003            | Daejeon Citizen                  |
| Promotions et relégations                    |                                  |
| Promus en K-League                           | Aucun                            |
| Relégués en K2-League                        | Aucun                            |